# Mitridate II di Partia
Mitridate II il Grande, riportato anche nelle forme Mithradates II o Mihrdad II (in partico 𐭌𐭄𐭓𐭃𐭕, trasl. Mihrdāt) (... – 91 a.C.), fu re dell'impero dei Parti dal 124 al 91 a.C..
Considerato uno dei sovrani più apprezzati della sua dinastia ad aver governato la Persia, nell'antichità era conosciuto con l'eponimo Mitridate il Grande.
Mitridate II fu incoronato re dopo la morte improvvisa del suo predecessore Artabano I. Pur avendo ereditato un impero in declino che stava vacillando per le pressioni militari patite sia a est che a ovest, Mitridate II stabilizzò presto la situazione in Mesopotamia ottenendo la fedeltà del Characene e sottomettendo i ribelli del regno dell'Elimaide e anche gli arabi, che con costanza continuavano a razziare Babilonia. Mitridate II fu il primo monarca dei Parti ad estendere il dominio dell'impero nel Caucaso, dove i regni di Armenia, Iberia, e forse anche l'Albania caucasica divennero tutti suoi vassalli. A est, sconfisse e conquistò le tribù nomadi localizzate in Battriana che avevano ucciso entrambi i suoi predecessori. Riuscì inoltre ad assicurarsi di nuovo il Sakastan, che fu ceduto a titolo di feudo al casato dei Suren, una nobile discendenza persiana. Nel 114/113 a.C. conquistò Dura Europos, in Siria, sottraendola ai Seleucidi, e nel 95 a.C., i regni mesopotamici settentrionali dell'Adiabene, del Gordiene e dell'Osroene dovettero riconoscere la sua autorità. Sotto Mitridate II, l'impero raggiunse il suo apice e si estendeva dalla Siria e dal Caucaso all'Asia centrale e all'India. Fu sotto Mitridate II che i Parti stabilirono per la prima volta delle relazioni diplomatiche con Roma e la dinastia cinese degli Han.
Orgoglioso difensore delle tradizioni achemenidi, Mitridate II si mostrò determinato a sottolineare l'associazione della dinastia regnante degli Arsacidi con l'impero achemenide persiano. Fu il primo monarca dei Parti a impiegare regolarmente il titolo di re dei re e sulla parte anteriore delle monete si fece ritrarre con una tiara iranica, rimpiazzando il diadema di origine ellenistica impiegato dai suoi predecessori. Sostituì inoltre il suo onfalo sulla parte posteriore delle sue monete con un trono dallo schienale alto, un'immagine di origine achemenide.

## Nome
"Mitridate" è la versione traslitterata in greco del nome iranico Mihrdāt, che significa "dato da Mitra", ovvero l'antico dio del sole della mitologia iranica. Il nome stesso deriva dall'antico iranico Miθra-dāta-. Mitra è una figura di spicco nello zoroastrismo, in quanto riveste il ruolo di protettrice della khvarenah, cioè la gloria regale.  Mitra interpretò un ruolo importante durante la fase tarda dell'impero achemenide, continuando ad assumere peso durante la parentesi seleucide, dove fu associata agli dei greci Apollo o Elio, oltre che al dio babilonese Nabu. Il ruolo di Mitra raggiunse l'apice sotto i Parti, che secondo lo storico moderno Marek Jan Olbrycht, «pare ciò avvenne a causa dei tentativi dei zoroastriani di scongiurare la diffusione di religioni straniere nel periodo ellenistico».

## Biografia

### Origini
L'identità del padre di Mitridate II è incerta; secondo lo storico romano del II secolo Giustino, Mitridate II era figlio del suo predecessore, Artabano I. Una tavoletta realizzata in scrittura cuneiforme del 119 a.C., tuttavia, dice di Mitridate II: «dei Gutiani che avevano ucciso mio fratello Artabano, schierai contro di loro [delle truppe] e li combattei; ne uccisi tanti, tranne due uomini».
- Figlio di Friapazio: secondo Vesta Sarkhosh Curtis, Mitridate II si riferiva ad Artabano I come suo fratello in cuneiforme.[5] Sostiene che Mitridate II fosse figlio di Friapazio (riportato anche nella forma Friapatak), una ricostruzione avvalorata da un ostrakon realizzato nel 91/90 a.C. a Nisa. Sull'ostrakon, un sovrano dei Parti, molto probabilmente il figlio di Mitridate II Gotarze, è menzionato come «re Arsace, nipote di Friapatak [che è] figlio del nipote di Arsace [I]».[5]
- Figlio di Artabano I: Olbrycht, tuttavia, suggerisce che Mitridate II non fosse il fratello di Artabano I, ma un suo figlio. Afferma che Mitridate II sarebbe stato un uomo di mezza età al momento della sua ascesa, a causa della morte di Friapazio avvenuta nel 176 a.C.[6] Secondo lo storico, «sebbene non sia impossibile, appare storicamente improbabile, poiché i rivali maggiori di Mitridate II per il trono sarebbero stati i figli di Fraate II e Mitridate I».[6] A differenza di Mitridate I e Artabano I (che erano i figli di Friapazio), Mitridate II non impiegò il titolo di Theopatoros ("il cui padre è un dio").[6][7] Questo fratello di nome Artabano non è indicato come re in testi cuneiformi, ragion per cui molto probabilmente si trattava di un alto ufficiale morto in guerra.[6]

### Le prime spedizioni in Mesopotamia e nel Caucaso

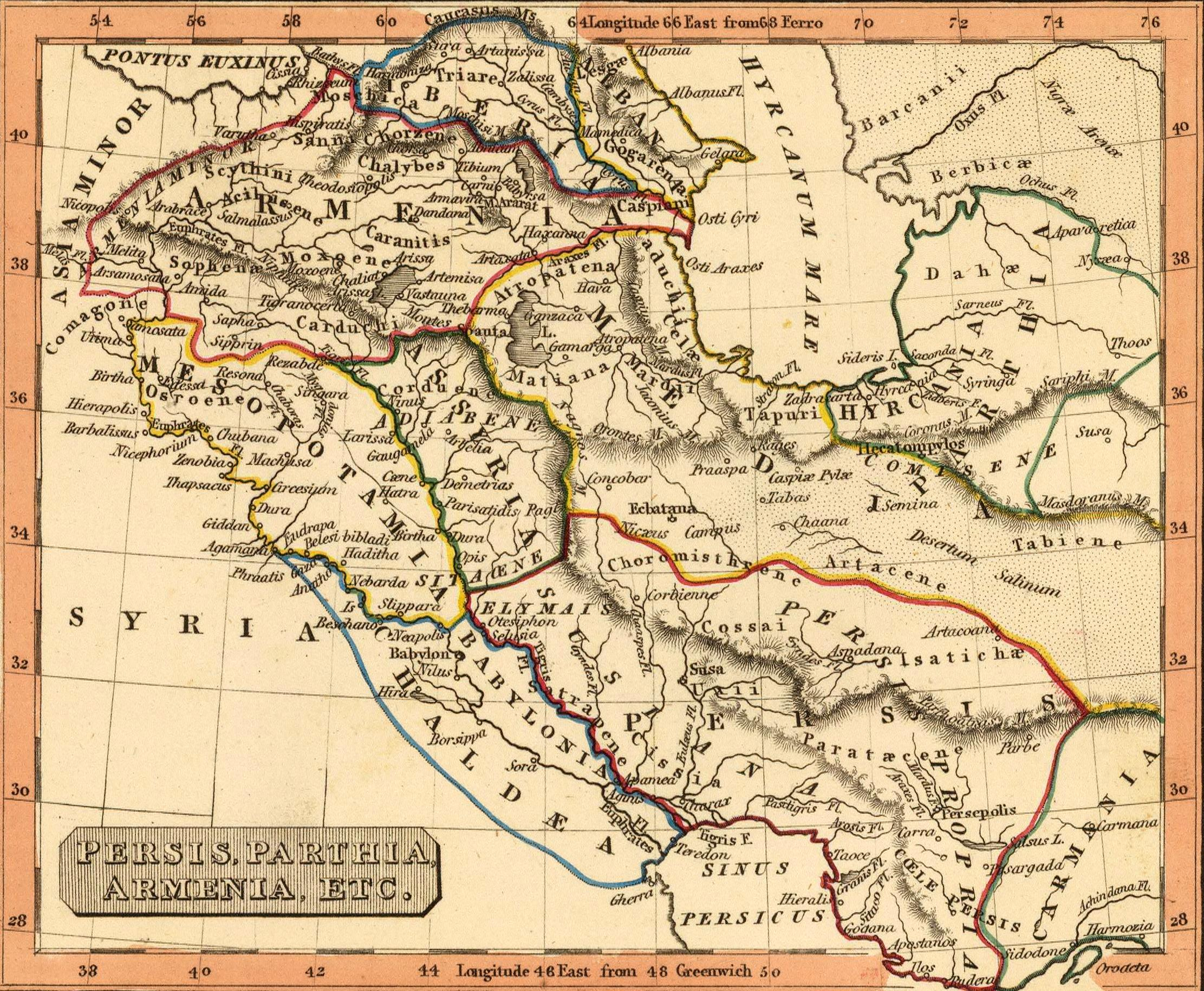
Mappa raffigurante il Vicino Oriente durante l'era ellenistica realizzata da Joseph Thomas (1835)

Al momento della sua successione, l'impero partico stava vacillando per via delle pressioni militari in Occidente e in Oriente. Diverse cocenti sconfitte per mano dei nomadi orientali avevano indebolito la forza e il prestigio del regno. Mitridate II ottenne rapidamente la fedeltà della regione del Characene, amministrata da Ispaosine e che in passato si era opposto ai Parti, e soggiogò per breve tempo Babilonia nel 127 a.C. Ispaosine restituì il trono di legno di Arsace a Mitridate II sotto forma di dono al dio mesopotamico Bel. Mitridate II volse dunque lo sguardo all'Elimaide, che seppur appartenuta tempo prima al suo impero, aveva visto imporsi nell'area un monarca indipendente del posto di nome Pittit dopo la morte di Artabano I. Mitridate II invase l'Elimaide e si assicurò il possesso dell'importante città di Susa. In seguito affrontò Pittit in una battaglia che si rivelò decisiva per la regione contesa, riuscendo a sconfiggere il suo avversario e a ripristinare l'autorità partica in Elimaide. Nello stesso periodo, Ispaosine morì e il comandante dei Parti Sindate venne nominato governatore del Characene.
Fu per la prima volta sotto Mitridate II che il dominio dei Parti si estese nel Caucaso. Egli comprese la posizione strategica rivestita dall'Armenia a cavallo tra Asia Minore, Caucaso e l'odierno Iran. Nel 120 a.C. circa, Mitridate II invase l'Armenia e nominò come re Artavaside I a patto che questi riconoscesse la sovranità dei Parti. Artavaside I fu costretto a cedere in ostaggio ai suoi signori Tigrane, che era suo figlio o suo nipote. Il controllo dell'Armenia rimase uno degli obiettivi maggiormente vitali nella politica partica fino alla fine della dinastia. Altri regni caucasici come l'Iberia divennero anch'essi, con ampia verosimiglianza, vassalli dei Parti e forse anche l'Albania caucasica. La grande circolazione di monete dei Parti in Iberia, così come in Armenia e in Albania caucasica, indica che questi domini furono condizionati dall'influenza dei Parti. Secondo i documenti ritrovati a Babilonia, quest'ultima soffriva costantemente le incursioni di gruppi di razziatori arabi, i quali avevano arrecato danni pure a Mitridate II in più occasioni. Nella primavera del 119 a.C., una forza partica inflisse agli arabi una sensibile battuta d'arresto, che si rivelò abbastanza pesante da impedirgli di portare avanti le incursioni per un certo lasso di tempo. Non è chiaro se l'armata fosse guidata da Mitridate II o da un comandante dei Parti. Essa molto probabilmente si diresse dopo la vittoria alla volta della Media, forse per unirsi all'imminente spedizione pianificata contro i nomadi nell'est.
Gli interessi dell'impero riguardavano inoltre la Siria, che era stata sottomessa per la prima volta dai Parti dopo che Fraate II (regnante dal 132 al 127 a.C.) sconfisse il sovrano seleucide (basileus) Antioco VII Sidete (r. 138-129 a.C.) nel 129 a.C. Nel 114/113 a.C., Mitridate II conquistò l'importante insediamento seleucide di Dura Europos, situata lungo il corso dell'Eufrate. Il regno seleucide viveva in quel momento una fase difficile, essendo tormentato da lotte interne e conflitti di potere che coinvolgevano i Nabatei, vari re locali, ebrei e città greche localizzate in Siria e Fenicia.

### Guerre in Oriente
Secondo Giustino, Mitridate II fu in grado di vendicare la morte dei suoi «genitori o antenati» (ultor iniuriae parentum), circostanza che implica il coinvolgimento in una campagna militare diretta contro i Tocari, responsabili della morte di Artabano I e Fraate II. Mitridate II riconquistò anche la Battriana occidentale, al tempo sottoposta al dominio degli Sciti. Gli studi numismatici compiuti sulle monete ritrovate e le fonti scritte disponibili lasciano intuire che Mitridate II governò Bactra, Kampyrtepa e Termez, ragion per cui egli avrebbe riconquistato le stesse terre che erano state acquisite dal suo omonimo Mitridate I (r. 171-132 a.C.). Il controllo sull'Amu Darya centrale, compresa Amul, appariva essenziale per i Parti, in quanto funzionale a contrastare le aggressive tribù nomadi della Transoxiana, in particolare quelle stanziate in Sogdiana. I denari dei Parti continuarono ad essere coniati nella Battriana occidentale e nell'Amu Darya centrale fino al regno di Gotarze II (r. 40-51 d.C.).
Le invasioni dei nomadi avevano raggiunto anche la provincia orientale dei Parti della Drangiana, dove i Saci erano riusciti ad insediarsi in maniera incontrastata; fu da quell'epoca che, per descrivere la regione, cominciò a diffondersi il toponimo Sakastan (appunto "terra dei Saci"). Queste tribù erano probabilmente giunte nell'area a causa della pressione esercitata da Artabano I e Mitridate II contro di loro nel nord. Tra il 124 e il 115 a.C., Mitridate II inviò un esercito guidato da un generale della potente famiglia nobile dei Suren per riconquistare la regione. Dopo che il Sakastan tornò nuovamente in mano ai Parti, Mitridate II ricompensò la regione cedendola al generale surenide a titolo di feudo. L'estensione orientale dell'impero sotto Mitridate II arrivò a toccare l'Aracosia.

### Ulteriori campagne a ovest e contatti con i romani
Tigrane rimase ostaggio alla corte dei Parti fino al 96/95 a.C. circa, quando Mitridate II lo liberò e lo nominò re d'Armenia. Tigrane cedette un'area detta delle «settanta valli» nel Caspiane a Mitridate II o a titolo di pegno o su sua minaccia. La figlia dell'armeno, Ariazate, aveva sposato un figlio di Mitridate II, un evento classificato dallo storico moderno Edward Dąbrowa poco prima che salisse al trono armeno come garanzia della sua lealtà. Tigrane sarebbe rimasto vassallo dei Parti fino alla fine degli anni 80 a.C.. L'anno successivo, Mitridate II attaccò l'Adiabene, il Gordiene e l'Osroene, sottomettendo ogni città stato e spostando il confine occidentale del regno dei Parti sull'Eufrate. Fu in quel frangente che i Parti si interfacciarono con Roma per la prima volta. Nel 96 a.C., Mitridate II inviò uno dei suoi funzionari, Orobazo, all'attenzione di Silla. Con l'aumento del potere e dell'influenza dei romani, i Parti cercarono di tessere relazioni pacifiche con la controparte e si impegnarono a raggiungere un accordo che assicurasse il rispetto reciproco dei confini delle due potenze. Seguirono dei negoziati dove Silla riuscì ad assumere una posizione predominante, riuscendo a minare le richieste di Orobazo e dei Parti; per la sua condotta incapace, l'ambasciatore Orobazo venne successivamente giustiziato.

### Attività diplomatica con la Cina

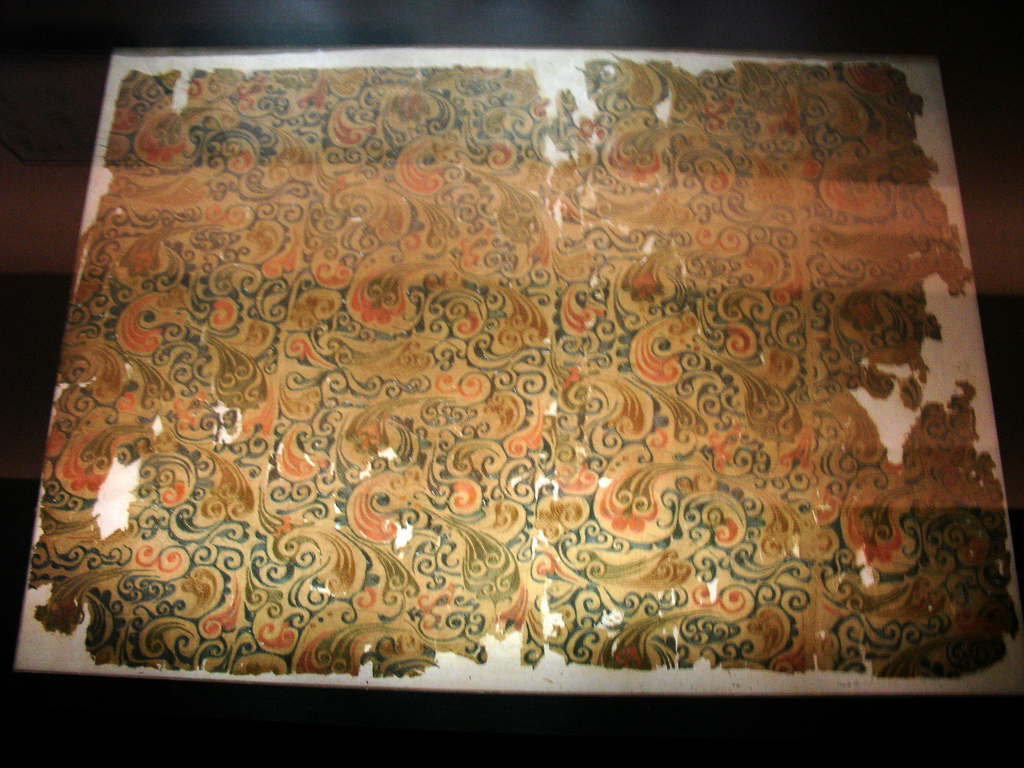
Seta prodotta durante la parentesi al potere della dinastia cinese degli Han ritrovata a Mawangdui e risalente II secolo a.C.. Fu forse l'oggetto di lusso più redditizio che i Parti commerciassero all'estremità occidentale della Via della seta

Nel 121 a.C., i cinesi sotto l'imperatore Han Wudi avevano sconfitto il Xiongnu a est e si stavano espandendo con rapidità verso ovest. In Ferghana, i cinesi si imbatterono nell'area sottoposta alla sfera di influenza partica. Una delegazione cinese alla corte dei Parti giunse nell'anno 120 a.C.; la parentesi storica in cui avvennero questi eventi coincise con l'affermazione definitiva della via della Seta come principale rotta commerciale dell'Asia. La forza e il benessere dell'impero sotto Mitridate II sono stati descritti da un viaggiatore cinese nella maniera seguente:
(Sima Qian: 234-235)

### Morte e successione
Gli ultimi anni di governo di Mitridate II coincisero con un periodo chiamato dagli studiosi "età oscura dei Parti", il quale comprende un arco temporale di tre decenni nella storia dell'impero in esame cominciato a partire dalla morte (o dagli ultimi anni) di Mitridate II. La definizione di "età oscura" si deve alla penuria di informazioni chiare relative agli eventi accaduti in quel frangente storica nell'impero, eccezion fatta per una serie di mandati di sovrani che cronologicamente si vanno a sovrapporre, generando delle incongruenze. È solo con l'inizio del regno di Orode II nel 57 a.C. circa, che la linea dinastica dei Parti può essere nuovamente ricostruita in modo affidabile. Monete, bassorilievi e diari astronomici babilonesi ritengono Gotarze figlio ed erede di Mitridate II. Secondo un bassorilievo conservato in pessime condizioni nei pressi del monte Behistun, Gotarze aveva servito come «satrapo dei satrapi» sotto il suo padre. Dopo la morte di Mitridate II nel 91 a.C., Gotarze fu proclamato re a Babilonia.

## Bassorilievo del Behistun

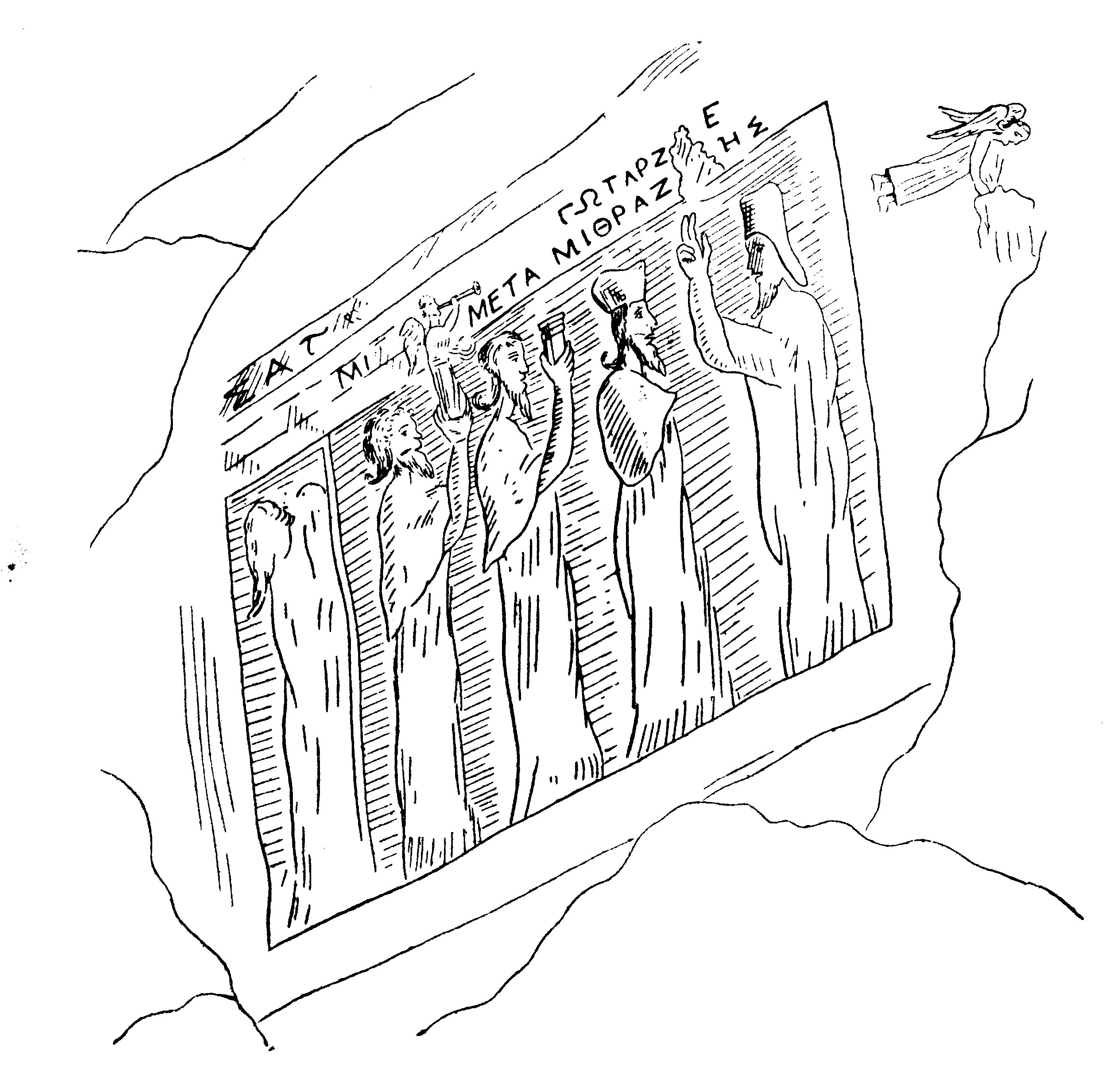
Schizzo delle sculture nella roccia raffiguranti Mitridate II e quattro nobili al monte Behistun

A ridosso del monte Behistun, nell'Iran occidentale, si può osservare a una scultura nella roccia che ritrae quattro figure le quali porgono omaggio a un quinto personaggio. Il bassorilievo, allo stesso modo dell'iscrizione greca presente e che versa in uno stato di conservazione piuttosto desiderabile, è stata in parte ricostruita dall'archeologo tedesco Ernst Herzfeld (1879-1948), e recita quanto segue:
Rahim M. Shayegan ha ipotizzato, contrariamente ad altri studiosi, che l'opera artistica non venne costruita durante il regno di Mitridate II, ma durante quello di suo figlio e successore Gotarze, forse nel tentativo di rimarcare la legittimità della sua sovranità e lo status prestigioso raggiunto da lui e da suoi ufficiali nel corso del mandato del padre. L'autore sopra menzionato collega la prima figura con il satrapo dei Parti Kofzad, la seconda con il comandante partico Mitratu, che rivestì la sua prima carica di spicco in concomitanza del mandato di Gotarze, la terza con il figlio ed erede di Gotarze Orode e la quarta con lo stesso Gotarze, che servì come "satrapo dei satrapi" sotto suo padre.

## Ideologia imperiale e monetazione

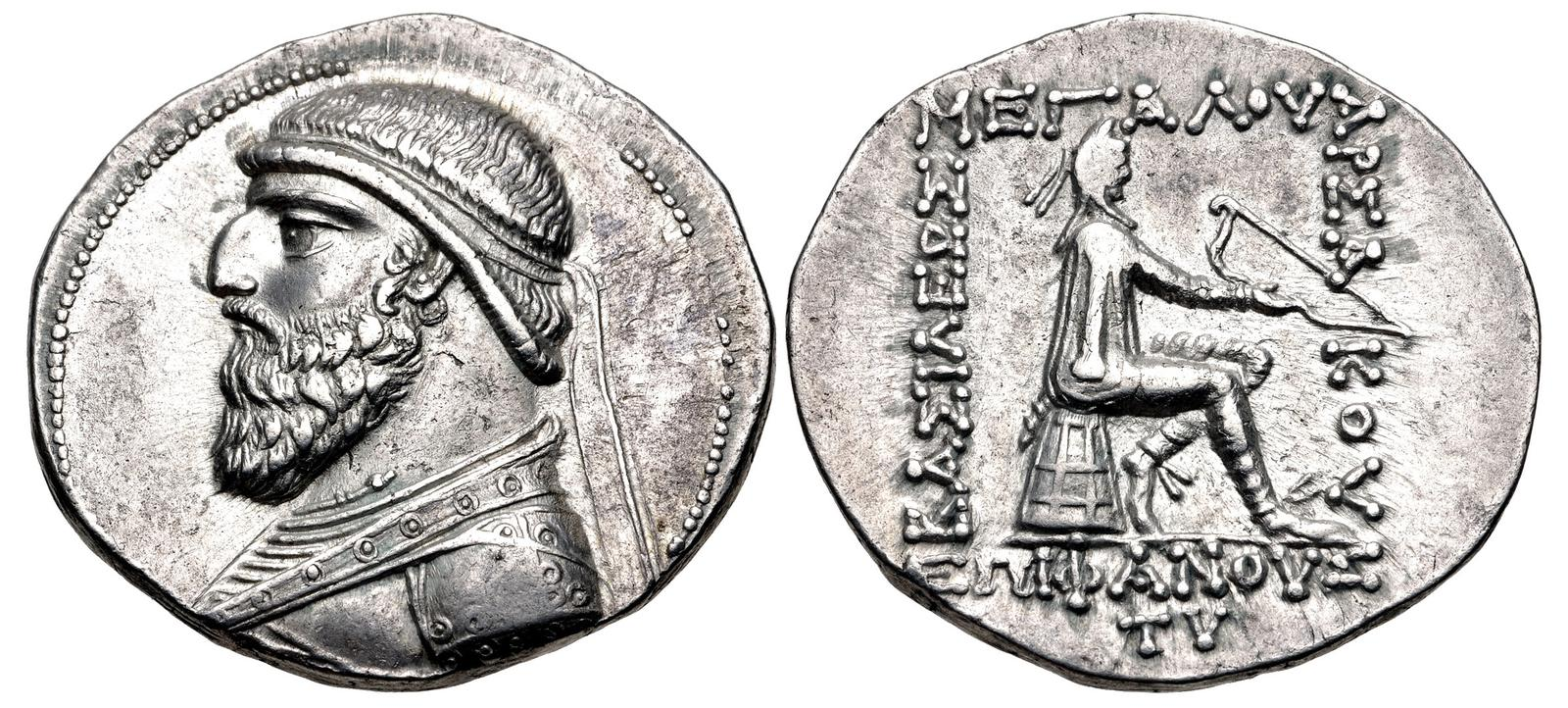
Tetradramma di Mitridate II coniata a Seleucia al Tigri

Dall'inizio del II secolo a.C., gli Arsacidi avevano iniziato a definire in modo più consapevole una propria ideologia dinastica, rivendicando il ruolo di eredi dell'antico impero achemenide. A dimostrazione di ciò, si pensi alla ricostruzione storica fittizia secondo cui si riteneva che il primo monarca arsacide, Arsace I (r. 247-217 a.C.), discendeva dal re dei re achemenide Artaserse II (r. 404-358 a.C.). Gli Arsacidi adoperarono pure dei titoli achemenidi, tra cui quello di "re dei re" fatto proprio da Mitridate I (r. 171-132 a.C.). Tuttavia, la formula venne adoperata solo di rado da Mitridate I, assumendo, dal 109/108 circa a.C. in poi, una maggiore rilevanza grazie a Mitridate II, che la impiegò con regolarità. Il nuovo titolo confluì sia su monete e incisioni (attestate in greco come BAΣIΛEΥΣ BAΣIΛEΩN, BASILEUS BASILEON), sia nei resoconti babilonesi, dove è attestato come šar šarrāni. Mitridate II si dimostrò più determinato dei suoi predecessori nel tentativo di proporsi come erede e custode dell'eredità achemenide.

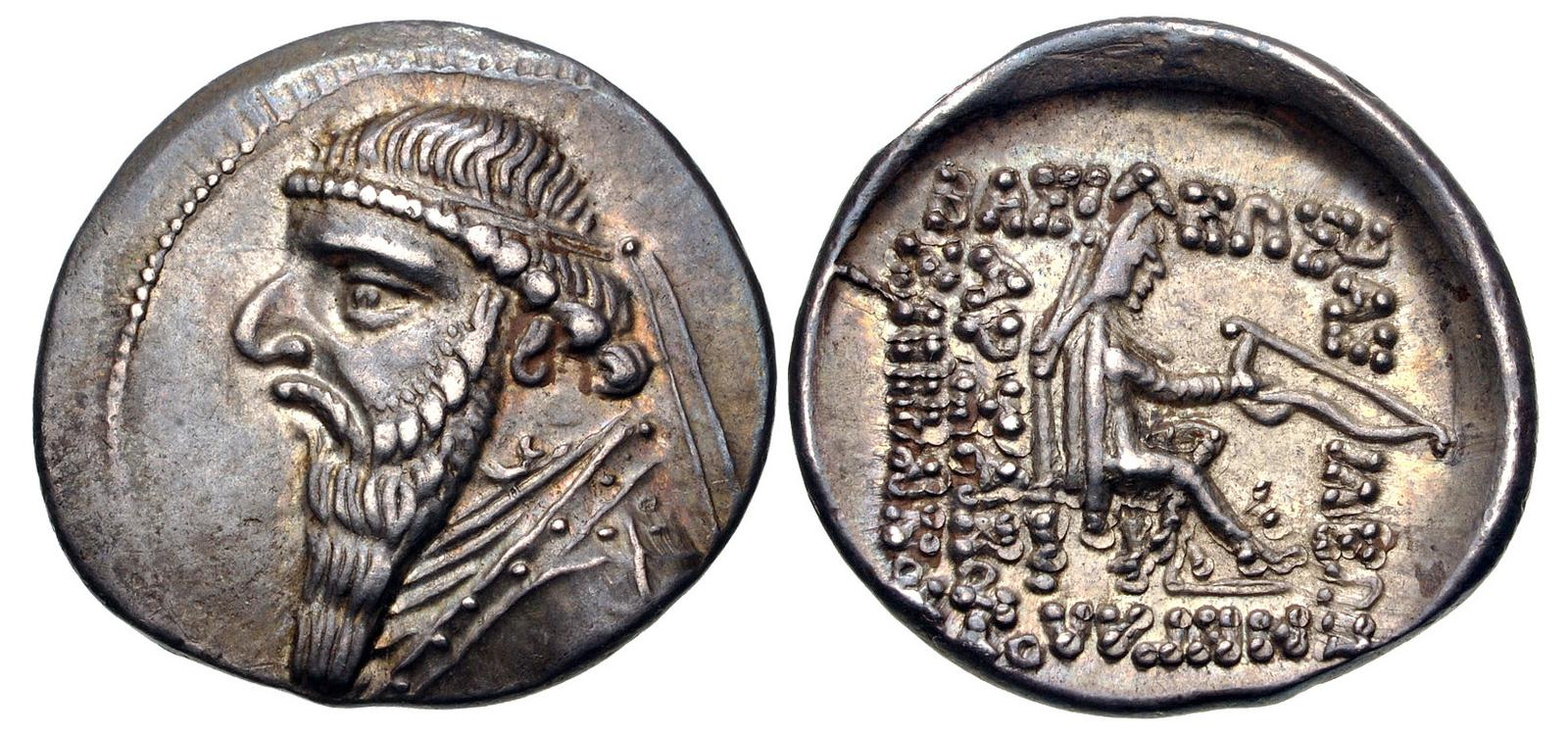
Dracma di Mitridate II con indosso un diadema

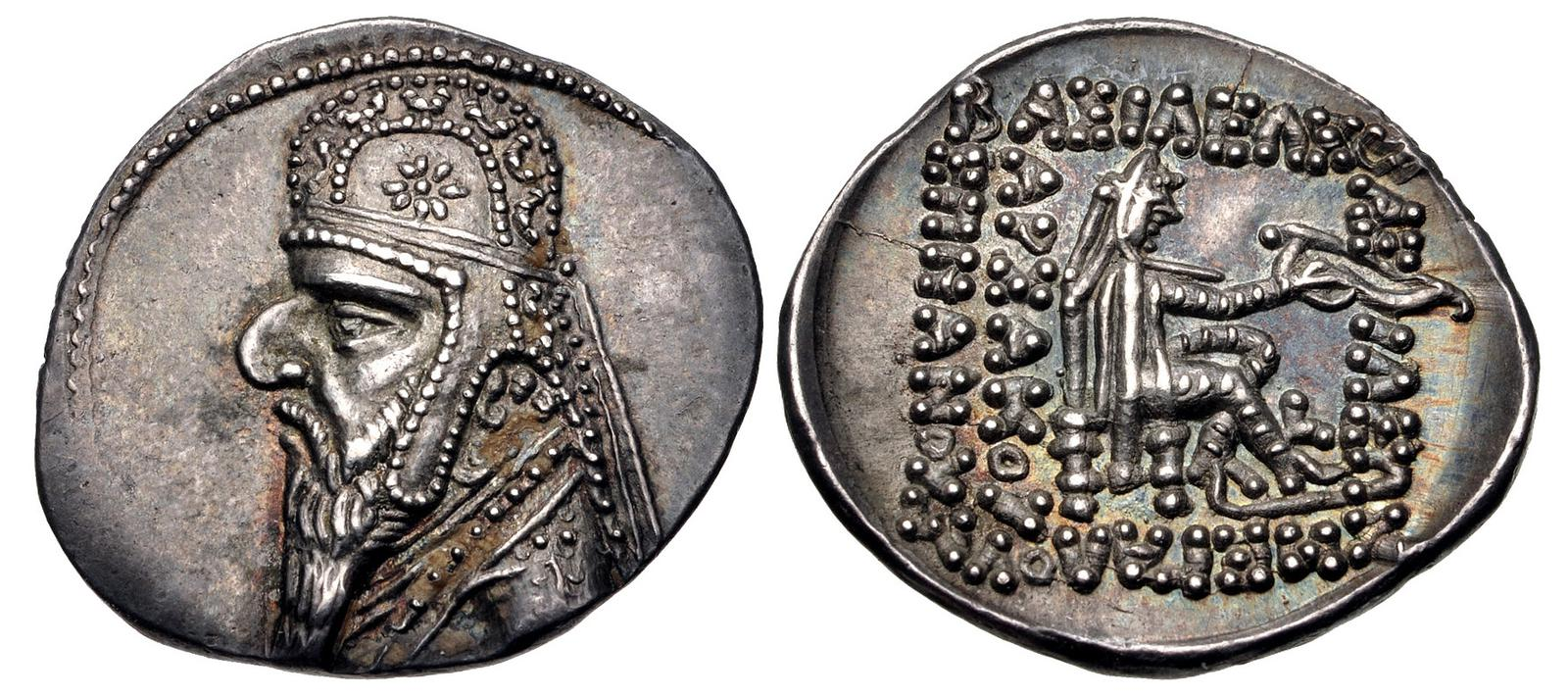
Dracma di Mitridate II che indossa una tiara coniata a Rhages tra il 96 e il 92 a.C.

All'inizio del suo regno, Mitridate II ricorse per breve alla formula greca Soter ("Salvatore"), che era stata impiegata nelle sue zecche a Ecbatana e a Rhages. Il motivo antistante al suo prestito rimane incerto. Olbrycht ha ipotizzato che adottò il titolo per celebrare la sua vittoria sui nomadi, mentre Grenet ha sostenuto che Soter potrebbe essere ricollegato a Mitra, se si tiene presente che tale divinità era considerata la protettrice dello zoroastrismo.

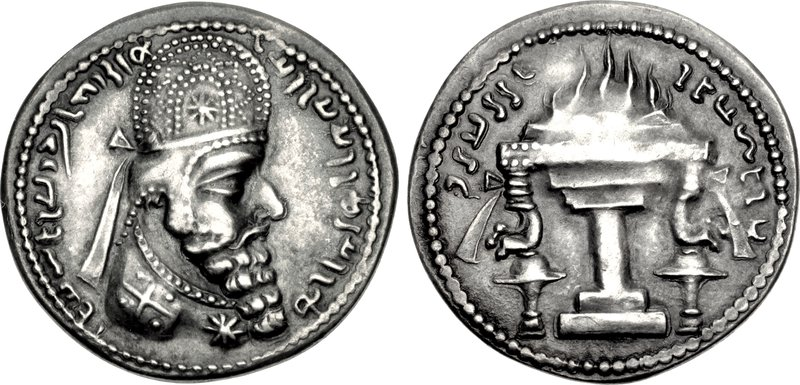
Dracma del re sasanide Ardashir I (r. 242-242 d.C.). Quest'ultimo indossa lo stesso tipo di tiara usata da Mitridate II

I primi monarchi arsacidi sono raffigurati sulla parte anteriore delle loro monete con un cappuccio di lana morbido, il bašlyk, che veniva indossato anche dai satrapi achemenidi. Sin dal mandato il Mitridate I, il diadema ellenistico appariva in voga tra i re arsacidi. Il diadema trovò impiego anche durante la prima fase del regno di Mitridate II, fino a quando in seguito lo rimpiazzò con un'alta tiara ingioiellata o un kolah (cappello alto). La tiara era di origine mediana; in epoca achemenide, gli ufficiali della Media di alto rango indossavano un alto copricapo a semicerchio, un elemento tipico dell'abito nazionale di quella regione storica. La Media, una regione dell'Iran centrale che confinava con la Partia, costituiva un'area dalla grande rilevanza strategica per l'impero comandato da Mitridate II.
Secondo Giustino, la lingua partica condivideva molte assonanze e caratteristiche con il mediano. I Parti ammiravano i costumi mediani, tanto che pare che essi ottennero delle informazioni importanti sulla parentesi achemenide proprio in quella regione oggi compresa nell'Iran. La tiara avrebbe trovato impiego per molti re dei Parti, in particolare nel tardo periodo di esistenza dell'impero. Questo genere di copricapo fu in seguito utilizzato anche dai re vassalli dei Parti, come i re di Persis. Il fondatore dell'impero sasanide, Ardashir I (r. 242-242 d.C.) fece propria la tradizione della tiara. Allo stesso modo di Artabano I, Mitridate II è raffigurato sulla parte anteriore delle sue monete con indosso un abito da cavaliere iranico, come si nota dai caratteristici pantaloni larghi.
Alle zecche fu concessa grande libertà di manovra per quanta riguardava la croce dei denari nel corso degli ultimi secoli prima di Cristo. Dall'inizio della dinastia degli Arsacidi, il rovescio delle monete raffigurava un arciere seduto che indossava un bašlyk, un disegno assai simile alle monete del satrapo achemenide Datame (morto nel 362 a.C.). L'arciere venne dapprima ritratto seduto su un difros (una sorta di stuolo), malgrado sotto Mitridate I questo elemento venne rimpiazzato da un onfalo. Le tetradramme coniate a Seleucia e Susa sotto Mitridate II, comprese le sue prime zecche dell'Iran centrale e a Marw, in Margiana, preservarono lo stesso stile. Tuttavia, sui denari emessi a Ecbatana e a Rhages, sulla schiena dell'arciere fa la sua comparsa un pezzo di tessuto simile a una coda. Nel 117-111 a.C., l'onfalo scomparve in favore di un trono con uno schienale alto ripreso dal periodo achemenide. Anche la presenza del lungo pezzo di tessuto si diradò prima di essere soppiantata dal tutto. Nell'ambito delle assemblee militari e delle campagne, si ritraevano sul retro delle monete un cavallo o un gorytos.

## Rilevanza storica

Mappa dell'impero partico sotto Mitridate II

Mitridate II viene giudicato in maniera positiva sia dagli storici antichi sia da quelli moderni, che lo considerano uno dei monarchi dei Parti più capaci e competenti ad aver mai governato l'impero. Giustino ne traccia il seguente ritratto:
(Giustino, XLI, 2)

### Fonti primarie
- Strabone, Geographica.
- Giustino, Storie filippiche.

### Fonti secondarie
- (EN) Gholamreza F. Assar, A Revised Parthian Chronology of the Period 91-55 BC. Parthica. Incontri di Culture Nel Mondo Antico, vol. 8, Papers Presented to David Sellwood. Istituti Editoriali e Poligrafici Internazionali, 2006, ISBN 978-8-881-47453-0, ISSN 1128-6342 (WC · ACNP).
- (EN) Gholamreza F. Assar, Artabanus of Trogus Pompeius' 41st Prologue, in Electrum, vol. 15, Cracovia, 2009.
- (EN) Elias J. Bickerman, The Seleucid Period, in Ehsan Yarshater, The Cambridge History of Iran, 3(1): The Seleucid, Parthian and Sasanian Periods, Cambridge, Cambridge University Press, 1983,  pp. 3-20, ISBN 0-521-20092-X.
- (EN) David Bivar, The Political History of Iran under the Arsacids, in Ehsan Yarshater, The Cambridge History of Iran, 3(1): The Seleucid, Parthian and Sasanian Periods, Cambridge, Cambridge University Press, 1983,  pp. 21-99, ISBN 0-521-20092-X.
- (EN) A.D.H. Bivar, Gondophares, in Encyclopaedia Iranica, XI, Fasc. 2, 2002,  pp. 135-136.
- (EN) Maria Brosius, The Persians: An Introduction, Londra e New York, Routledge, 2006, ISBN 978-0-415-32089-4.
- (EN) Vesta Sarkhosh Curta e Sarah Stewart, The Age of the Parthians, Ideas of Iran, vol. 2, Londra, I.B. Tauris.
- (EN) Vesta Sarkhosh Curtis, The Iranian Revival in the Parthian Period, in Vesta Sarkhosh Curtis e Sarah Stewart, The Age of the Parthians: The Ideas of Iran, vol. 2, Londra e New York, I.B. Tauris & Co Ltd., 2007b,  pp. 7-25, ISBN 978-1-84511-406-0.
- (EN) Vesta Sarkhosh Curtis, Parthian coins: Kingship and Divine Glory, in The Parthian Empire and its Religions, 2012,  pp. 67-83, ISBN 978-39-40-59813-4.
- (EN) Vesta Sarkhosh Curtis, From Mithradat I (c. 171-138 BCE) to Mithradat II (c. 122/1-91 BCE): the Formation of Arsacid Parthian Iconography, 2019,  pp. 25-31.
- (EN) Malcolm A.R. Colledge, Parthian art, Elek, 1977, ISBN 978-02-36-40085-0.
- (EN) Edward Dąbrowa, Mithradates I and the Beginning of the Ruler-cult in Parthia, in Electrum, vol. 15, 2009,  pp. 41-51.
- (EN) Edward Dąbrowa, The Arsacids and their State, XI, 2010,  pp. 21-52.
- (EN) Edward Dąbrowa, The Parthian Aristocracy: its Social Position and Political Activity, in Parthica, vol. 15, 2013,  pp. 53-62.
- (EN) Edward Dąbrowa, Arsacid Dynastic Marriages, in Electrum, vol. 25, 2018,  pp. 73-83, DOI:10.4467/20800909EL.18.005.8925.
- (EN) Edward Dąbrowa, The Arsacid Empire, in Touraj Daryaee, The Oxford Handbook of Iranian History, Oxford University Press, 2012, ISBN 978-0-19-987575-7.
- (EN) Beate Dignas e Engelbert Winter, Rome and Persia in Late Antiquity: Neighbours and Rivals, Cambridge University Press, 2007, ISBN 978-0-521-84925-8.
- (EN) Richard N. Frye, The History of Ancient Iran, C.H.Beck, 1984, ISBN 978-34-06-09397-5.
- (EN) Gene Ralph Garthwaite, The Persians, Oxford e Carlton, Blackwell Publishing, Ltd., 2004, ISBN 978-1-55786-860-2.
- (EN) Nina Garsoian, Tigran II, su Encyclopaedia Iranica, iranicaonline.org, 2005.
- (EN) Saghi Gazerani, The Sistani Cycle of Epics and Iran's National History: On the Margins of Historiography, BRILL, 2015, ISBN 978-90-04-28296-4.
- (EN) John F. Hansman, Elymais, in Encyclopaedia Iranica, VIII, Fasc. 4, 1998,  pp. 373-376.
- (EN) Antonio Invernizzi, Nisa, su Encyclopaedia Iranica, iranicaonline.org.
- (EN) Homa Katouzian, The Persians: Ancient, Medieval, and Modern Iran, New Haven e Londra, Yale University Press, 2009, ISBN 978-0-300-12118-6.
- (EN) Trudy S. Kawami, Parthian and Elymaean Rock Reliefs, in Daniel T. Potts, The Oxford Handbook of Ancient Iran, Oxford University Press, 2013, ISBN 978-01-99-73330-9.
- (EN) David Kennedy, Parthia and Rome: eastern perspectives, in David L. Kennedy e David Braund, The Roman Army in the East, Ann Arbor, Cushing Malloy Inc., Journal of Roman Archaeology: Supplementary Series Number Eighteen, 1996,  pp. 67-90, ISBN 1-887829-18-0.
- (EN) Mehrdad Kia, The Persian Empire: A Historical Encyclopedia, ABC-CLIO, 2016, ISBN 978-16-10-69391-2.
- (EN) Hans Erik Mathiesen, Sculpture in the Parthian Empire, Aarhus University Press, 1992, ISBN 978-87-72-88311-3.
- (EN) Adrienne Mayor, The Poison King: The Life and Legend of Mithradates, Rome's Deadliest Enemy, Princeton University Press, 2009, ISBN 978-06-91-15026-0.
- (EN) Otto Mørkholm, The Parthian Coinage of Seleucia on the Tigris, c. 90-55 B.C., in The Numismatic Chronicle, vol. 20, Royal Numismatic Society, 1980,  pp. 33-47.
- (EN) Jake Nabel, The Seleucids Imprisoned: Arsacid-Roman Hostage Submission and Its Hellenistic Precedents, Oxbow Books, 2017,  pp. 25-50, ISBN 978-1-78570-592-2.
- (EN) Parthian King's tiara - Numismatic evidence and some aspects of Arsacid political ideology, vol. 2, Cracovia, 1997,  pp. 27-61.
- (EN) Marek Jan Olbrycht, Mithridates VI Eupator and Iran, in Jakob Munk Højte, Mithridates VI and the Pontic Kingdom, Black Sea Studies, vol. 9, Aarhus University Press, 2009,  pp. 163-190, ISBN 978-87-79-34443-3, ISSN 1903-4873 (WC · ACNP).
- (EN) Marek Jan Olbrycht, The early reign of Mithradates II the Great in Parthia, in Studia classica et orientalia, vol. 1, Anabasis, 2010,  pp. 144-158.
- (EN) Marek Jan Olbrycht, Arsacid Iran and the nomads of Central Asia – Ways of cultural transfer, in Complexity of Interaction along the Eurasian Steppe Zone in the First Millenium CE, vol. 7, Bonn, Bonn Contributions to Asian Archaeology, 2015,  pp. 333-390.
- (EN) Marek Jan Olbrycht, The Sacral Kingship of the early Arsacids I. Fire Cult and Kingly Glory, in Studia classica et orientalia, Anabasis, 2016,  pp. 91-106.
- (EN) Parvaneh Pourshariati, Decline and Fall of the Sasanian Empire: The Sasanian-Parthian Confederacy and the Arab Conquest of Iran, Londra e New York, I.B. Tauris, 2008, ISBN 978-1-84511-645-3.
- (EN) Khodadad Rezakhani, Arsacid, Elymaean, and Persid Coinage, in Daniel T. Potts, The Oxford Handbook of Ancient Iran, Oxford University Press, 2013, ISBN 978-01-99-73330-9.
- (EN) Khodadad Rezakhani, ReOrienting the Sasanians: East Iran in Late Antiquity, Edinburgh University Press, 2017, ISBN 978-14-74-40030-5.
- (EN) K. Schippmann, Arsacids ii. The Arsacid dynasty, in Ehsan Yarshater, Encyclopædia Iranica, II/5: Armenia and Iran IV–Art in Iran I, Londra e New York, Routledge & Kegan Paul, 1986,  pp. 525-536, ISBN 978-0-71009-105-5.
- (EN) Rüdiger Schmitt, Personal Names, Iranian iv. Parthian Period, su Encyclopaedia Iranica, iranicaonline.org, 2005.
- (EN) David Sellwood, The Drachms of the Parthian "Dark Age", in The Journal of the Royal Asiatic Society of Great Britain and Ireland, vol. 1, n. 1, Cambridge University Press, 1976,  pp. 2-25, DOI:10.1017/S0035869X00132988.
- (EN) David Sellwood, Minor States in Southern Iran, in Ehsan Yarshater, The Cambridge History of Iran, 3(1): The Seleucid, Parthian and Sasanian Periods. Cambridge: Cambridge University Press, 1983,  pp. 299-322, ISBN 0-521-20092-X.
- (EN) M. Rahim Shayegan, Arsacids and Sasanians: Political Ideology in Post-Hellenistic and Late Antique Persia, Cambridge University Press, ISBN 978-05-21-76641-8.
- (EN) Fabrizio Sinisi, The Coinage of the Parthians, in William E. Metcalf, The Oxford Handbook of Greek and Roman Coinage, Oxford University Press, 2012, ISBN 978-01-95-30574-6.